# Fleurville
Fleurville est une commune française située dans le département de Saône-et-Loire, en région Bourgogne-Franche-Comté.
Elle fait désormais partie du canton d'Hurigny, après avoir appartenu au canton de Lugny jusqu'en 2015.

## Géographie
Fleurville est une commune du Haut-Mâconnais située en Val de Saône.
Elle est desservie par le chemin de fer avec la gare de Fleurville - Pont-de-Vaux sur la ligne de Paris-Lyon à Marseille-Saint-Charles.

### Climat
Pour des articles plus généraux, voir Climat de la Bourgogne-Franche-Comté et Climat de Saône-et-Loire.
En 2010, le climat de la commune est de type climat océanique dégradé des plaines du Centre et du Nord, selon une étude du Centre national de la recherche scientifique s'appuyant sur une série de données couvrant la période 1971-2000. En 2020, Météo-France publie une typologie des climats de la France métropolitaine dans laquelle la commune est exposée à un climat semi-continental et est dans la région climatique Bourgogne, vallée de la Saône, caractérisée par un bon ensoleillement (1 900 h/an), un été chaud (18,5 °C), un air sec au printemps et en été et des vents faibles.
Pour la période 1971-2000, la température annuelle moyenne est de 11,5 °C, avec une amplitude thermique annuelle de 18 °C. Le cumul annuel moyen de précipitations est de 865 mm, avec 11,1 jours de précipitations en janvier et 7 jours en juillet. Pour la période 1991-2020, la température moyenne annuelle observée sur la station météorologique de Météo-France la plus proche, « Romenay », sur la commune de Romenay à 16 km à vol d'oiseau, est de 11,8 °C et le cumul annuel moyen de précipitations est de 983,9 mm. 
La température maximale relevée sur cette station est de 40,7 °C, atteinte le 12 août 2003 ; la température minimale est de −19,5 °C, atteinte le 17 janvier 1985,,.
Les paramètres climatiques de la commune ont été estimés pour le milieu du siècle (2041-2070) selon différents scénarios d'émission de gaz à effet de serre à partir des nouvelles projections climatiques de référence DRIAS-2020. Ils sont consultables sur un site dédié publié par Météo-France en novembre 2022.

## Urbanisme

### Typologie
Au 1er janvier 2024, Fleurville est catégorisée commune rurale à habitat dispersé, selon la nouvelle grille communale de densité à sept niveaux définie par l'Insee en 2022.
Elle est située hors unité urbaine. Par ailleurs la commune fait partie de l'aire d'attraction de Mâcon, dont elle est une commune de la couronne,. Cette aire, qui regroupe 105 communes, est catégorisée dans les aires de 50 000 à moins de 200 000 habitants,.

### Occupation des sols
L'occupation des sols de la commune, telle qu'elle ressort de la base de données européenne d’occupation biophysique des sols Corine Land Cover (CLC), est marquée par l'importance des territoires agricoles (68,6 % en 2018), en diminution par rapport à 1990 (76,3 %). La répartition détaillée en 2018 est la suivante : zones agricoles hétérogènes (47,8 %), zones urbanisées (17,5 %), prairies (17 %), eaux continentales (12,1 %), terres arables (3,9 %), forêts (1,8 %). L'évolution de l’occupation des sols de la commune et de ses infrastructures peut être observée sur les différentes représentations cartographiques du territoire : la carte de Cassini (XVIIIe siècle), la carte d'état-major (1820-1866) et les cartes ou photos aériennes de l'IGN pour la période actuelle (1950 à aujourd'hui).

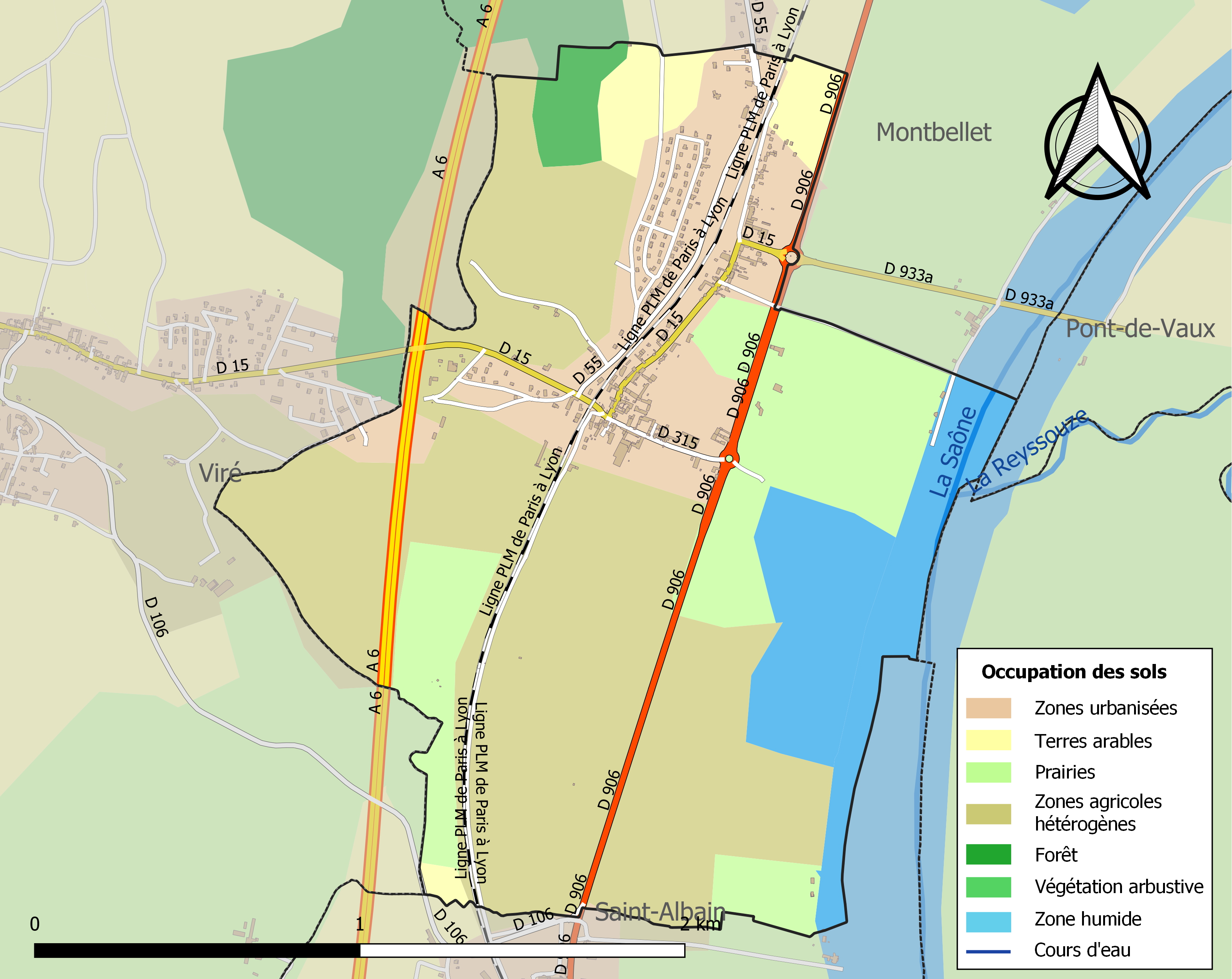
Carte des infrastructures et de l'occupation des sols de la commune en 2018 (CLC).

### Plan local d'urbanisme
L'urbanisme sur le territoire de Fleurville est régi par un plan local d'urbanisme intercommunal (PLUi), document d’urbanisme dont le territoire d’effet n'est plus la commune mais l’intercommunalité du Mâconnais-Tournugeois, soit vingt-quatre communes membres.
Ce document stratégique traduit les principes d’aménagement du territoire et constitue un outil réglementaire fixant les règles de construction et d’occupation des sols applicables sur le territoire, d'où son contenu : un rapport de présentation retraçant le diagnostic du territoire, un projet d’aménagement et de développement durable (PADD) exposant la stratégie intercommunale, des orientations d’aménagement et de programmation (OAP) définissant les conditions d’aménagements de certains quartiers/ilots (cas particuliers), un règlement fixant les règles d’utilisation et de droit des sols ainsi que des annexes (plan de zonage, liste des servitudes, etc.).
Le PLUi du Mâconnais-Tournugeois, fruit d'un processus lancé par la communauté de communes en 2016, a été définitivement adopté par le conseil communautaire le 21 décembre 2023. Il est entré en vigueur le 12 mars 2024.

## Histoire
À compter du 11 novembre 1900, Fleurville – alors hameau de la commune de Vérizet – fut desservi par une seconde voie ferrée, à la suite de l'inauguration ce jour-là de la ligne de chemin de fer à voie étroite Mâcon-Fleurville via Lugny. Cette ligne s’imposa progressivement comme un moyen de transport commode des voyageurs et des marchandises et son petit train, vite adopté sous le nom de « Tacot de Fleurville », connut un succès ininterrompu jusqu’à sa disparition trente ans plus tard, effectuant plusieurs allers-retours quotidiens. Cette ligne exploitée par la compagnie des chemins de fer d'intérêt local de Saône-et-Loire ferma au milieu des années 1930 (dès 1931 pour le trafic quotidien des voyageurs).
À Fleurville a longtemps fonctionné une école de hameau, à l'époque où Fleurville appartenait à la commune de Vérizet (école construite en 1911 et fermée en 2012).
1972 : création du Syndicat intercommunal à vocation multiple (SIVOM) du canton de Lugny (siège en mairie de Lugny), auquel adhèrent Fleurville et treize autres communes du Haut-Mâconnais, avec pour objet : la couverture des dépenses d'investissement et de fonctionnement du collège de Lugny, la réalisation d'une maison de retraite, la création et le fonctionnement de tous services sociaux (tels que dispensaire, aide à domicile par exemple), la réalisation de travaux d'assainissement, le ramassage d'ordures ménagères et l'entretien de la voirie communale.
1993 : fondation de la communauté de communes du Mâconnais-Val de Saône (avec Montbellet et Viré), ayant Viré pour siège. À cette première communauté de communes a succédé, le 1er janvier 2003, la Communauté de communes du Mâconnais - Val de Saône (siège à Lugny), résultant de la fusion de trois intercommunalités (celles du Haut-Mâconnais, de la Haute-Mouge et du Mâconnais-Val de Saône) et totalisant une population de 7 336 habitants.

## Politique et administration

### Liste des maires
| Période                                  | Période          | Identité         | Étiquette | Qualité                                                                                                  |
| ---------------------------------------- | ---------------- | ---------------- | --------- | --- |
| avant 1988                               | 1989             | Pierre Nicolas   |           | |
| mars 1989                                | 1998 (démission) | François Vacant  |           | |
| août 1998                                | 2001             | Patricia Clément |           | Élue en janvier 2003 1re vice-présidente de la communauté de communes du Mâconnais-Val-de-Saône (Lugny). |
| 2001                                     | 2008             | François Vacant  |           | |
| 2008                                     | en cours         | Patricia Clément |           | |
| Les données manquantes sont à compléter. |                  |                  |           | |

### Intercommunalité et canton
Fleurville, après avoir appartenu à la  communauté de communes du Mâconnais-Val-de-Saône (siège à Lugny), relève depuis le 1er janvier 2017 de la communauté de communes du Mâconnais-Tournugeois (siège à Tournus), à la suite de la mise en place du nouveau schéma départemental de coopération intercommunale (cette nouvelle communauté résulte de la fusion de deux communautés de communes : la communauté de communes du Tournugeois qui regroupait douze communes du Tournugeois et la communauté de communes du Mâconnais-Val-de-Saône qui regroupait douze communes du Haut-Mâconnais). Cette communauté de communes est gérée par un conseil communautaire composé de quarante et un membres représentant chacune des communes adhérentes (et élus pour une durée de six ans), conseil au sein duquel Fleurville, à l'instar de toutes les autres communes de l'intercommunalité, dispose d'un représentant unique (exception faite de Lugny, Clessé, Viré et Montbellet représentés par deux délégués et de la ville de Tournus qui en totalise treize).
Fleurville, commune qui relevait du canton de Lugny depuis sa création, appartient depuis 2015 au canton d'Hurigny, à la suite du nouveau découpage territorial de Saône-et-Loire entré en vigueur à l'occasion des élections départementales de 2015 (découpage défini par le décret du 18 février 2014, en application des lois du 17 mai 2013). Le canton d'Hurigny, tel qu'il se présente depuis cette réforme, est constitué de communes qui appartenaient auparavant à trois anciens cantons : le canton de Lugny (14 communes), le canton de Mâcon-Nord (12 communes) et le canton de Mâcon-Sud (2 communes).

### Syndicat intercommunal à vocations multiples (Sivom)
À Fleurville, dans un bâtiment dépendant de l'intercommunalité, est installé depuis quelques années le Syndicat intercommunal à vocations multiples (Sivom), structure regroupant dix-neuf communes du Haut-Mâconnais, autour de Lugny.
Ce syndicat dont Robert Barraud, adjoint au maire de Saint-Gengoux-de-Scissé, est le président (élu en 2020) a pour compétence principale l'assainissement (66 kilomètres de canalisations) ainsi que le réseau d'aides spécialisées aux élèves en difficulté (Rased) et le gymnase jouxtant le collège public Victor-Hugo de Lugny.

### Syndicat des eaux du Haut-Maconnais
À Fleurville, dans un bâtiment dépendant de l'intercommunalité, est installé le Syndicat des eaux du Haut-Mâconnais.
Ce syndicat mixte dont Guy Galéa, maire de Lugny, est le président (réélu en juillet 2020) a été fondé à Lugny le 8 janvier 1934, regroupant neuf communes : Bissy-la-Mâconnaise, Burgy, Clessé, Cruzille, Lugny, Montbellet, Vérizet-Fleurville, Saint-Maurice-de-Satonnay et Viré (rejointes le 16 août 1934 par Plottes, Chardonnay et Uchizy, puis par Farges-lès-Mâcon et Grevilly en 1938 et par Saint-Gengoux-de-Scissé, Azé et Igé après-guerre).
Il regroupe de nos jours un total de dix-huit communes (10 590 habitants) appartenant pour la plupart au Haut-Mâconnais, soit, au 1er janvier 2022, 5 750 abonnés (les sites de production d'eau potable étant implantés sur le territoire des communes de Fleurville et de Farges-lès-Mâcon).
Le 1er décembre 2022, ce syndicat a renouvelé pour douze ans avec l'entreprise Suez le contrat de délégation de service public de l'eau potable, représentant 532 700 mètres cubes d'eau potable distribués par an via un total de 255 kilomètres de canalisations.

### Sécurité

L'unité de gendarmerie à laquelle la commune de Fleurville est rattachée est la brigade de Lugny.

## Population et société

### Démographie
Les habitants de Fleurville s'appellent les Fleurvillois.

L'évolution du nombre d'habitants est connue à travers les recensements de la population effectués dans la commune depuis 1954. Pour les communes de moins de 10 000 habitants, une enquête de recensement portant sur toute la population est réalisée tous les cinq ans, les populations de référence des années intermédiaires étant quant à elles estimées par interpolation ou extrapolation. Pour la commune, le premier recensement exhaustif entrant dans le cadre du nouveau dispositif a été réalisé en 2006.

En 2022, la commune comptait 495 habitants, en évolution de −3,32 % par rapport à 2016 (Saône-et-Loire : −1,06 %, France hors Mayotte : +2,11 %).
| 1954 | 1962 | 1968 | 1975 | 1982 | 1990 | 1999 | 2006 | 2011 |
| ---- | ---- | ---- | ---- | ---- | ---- | ---- | ---- | ---- |
| 352  | 340  | 304  | 332  | 455  | 485  | 471  | 473  | 485  |

| 2016 | 2021 | 2022 | - | - | - | - | - | - |
| ---- | ---- | ---- | - | - | - | - | - | - |
| 512  | 504  | 495  | - | - | - | - | - | - |

### Enseignement

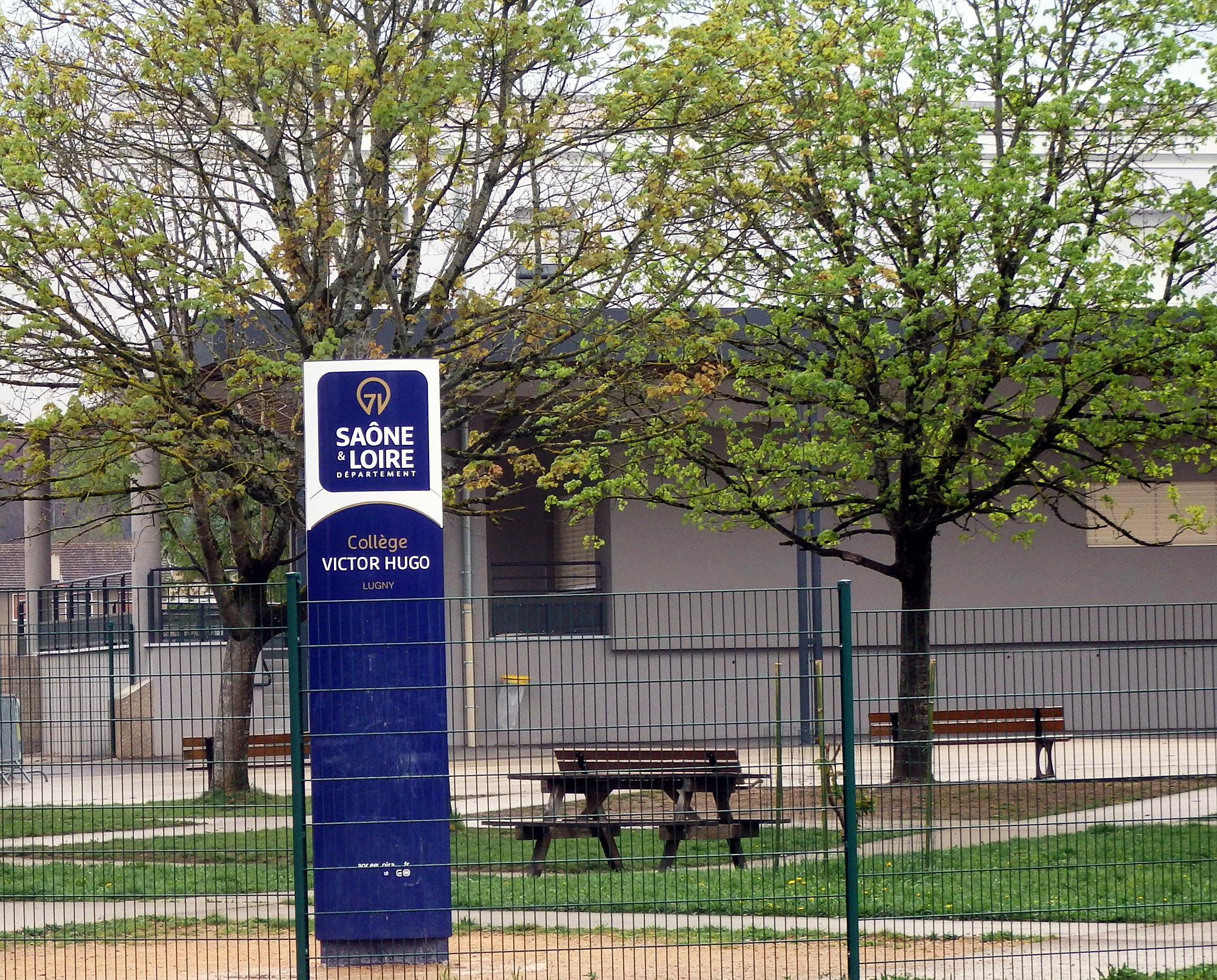
Le collège public Victor-Hugo de Lugny, entré en service en 1977 et dont la carte scolaire s'étend à 19 communes.

Pour l'enseignement secondaire, Fleurville, avec dix-huit autres communes, relève de la carte scolaire du collège « Victor Hugo » de Lugny.

### Cultes
Fleurville appartient à l'une des sept paroisses composant le doyenné de Mâcon (doyenné relevant du diocèse d'Autun) : la paroisse Notre-Dame-des-Coteaux en Mâconnais, paroisse qui a son siège à Lugny et qui regroupe la plupart des villages du Haut-Mâconnais.
C'est un peu avant la dernière guerre, début 1939, que Fleurville (qui était alors un hameau de Vérizet) fut définitivement rattaché à la paroisse de Lugny pour le culte (à la suite de la création de la communauté pastorale de Lugny, fondée à l'initiative de Joseph Robert).

## Lieux et monuments

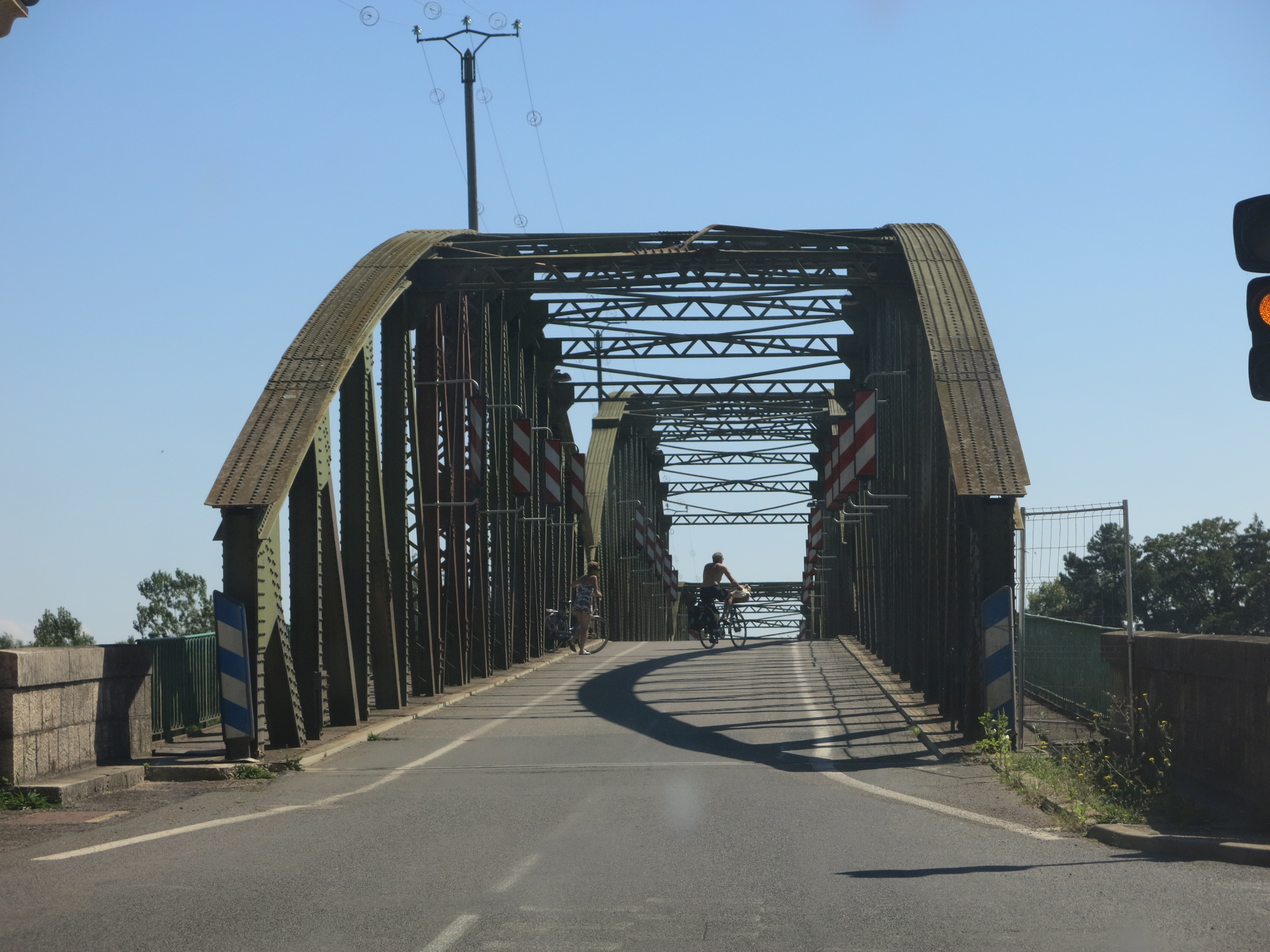
L'entrée du pont de Fleurville.

- Villa gallo-romaine, mise à jour par l'Inrap dans sa partie résidentielle (pars urbana) en juillet 2021 de deux pièces ornées de mosaïques au décor géométrique bichrome, et de murs peints. En janvier 2022 un second sondage sur une parcelle proche du château a confirmé l'importance de cette villa sur une surface d'environ 10 hectares, ainsi que l'emplacement de son accès en bordure de la voie Agrippa avec dans sa partie agricole (pars rustica) les aménagements s'adaptant au terrain et a dévoilé un imposant fossé gaulois daté du début du Ier siècle avant notre ère[26]
- Château de Fleurville, aujourd'hui hôtel-restaurant.
- Château de Marigny.
- Pont de Fleurville (qui, en dépit de son nom, débouche sur le territoire de la commune voisine de Montbellet), construit pour la première fois en 1835 pour succéder à un bac[27].

## Personnalités liées à la commune
- Léon Werth a passé une partie de la Seconde Guerre mondiale dans la commune.

## Héraldique
| Blason de Fleurville | Blason  | Taillé: au 1er d'azur au pont droit isolé de deux arches au naturel et maçonné de sable, au 2e d'argent à la tour d'or, ouverte et ajourée de sable. |
| Blason de Fleurville | Détails | * Il y a là non-respect de la règle de contrariété des couleurs : ces armes sont fautives (or sur argent). Adopté le 14 décembre 2022.               |

## Pour approfondir